# Chris Boettcher
Chris Boettcher (* 11. April 1964 in Ingolstadt) ist ein deutscher Hörfunkmoderator und Comedian.

## Leben
Boettcher kam als Sohn eines Braumeisters zur Welt. Frühe musikalische Prägung erfuhr er durch seinen Vater, der über die Stadtgrenze hinaus als der singende Braumeister bekannt war. Erste Bühnenerfahrung sammelte er im Schultheater und war später Musicaltänzer und -sänger sowie Statist am Ingolstädter Stadttheater. Nach seinem Abitur im Jahre 1984 gründete er mit Slip 33 seine erste eigene Band. Noch im gleichen Jahr wurde er zweiter Jahressieger bei Thomas Gottschalks Entdeck-Eck auf der Hörfunkwelle Bayern 3 und beim Zündfunk-Demowettbewerb auf Bayern 2.
1986 nahm er ein Studium der Anglistik und Germanistik auf, das er nach sechs Semestern abbrach. Gleichzeitig sammelte er erste Radioerfahrung beim Privatsender Radio IN. 1989 wechselte er als Redakteur zum Münchner Lokalsender Radio Xanadu und avancierte dort unter Programmdirektor Thomas Gottschalk zum Moderator der Sendung Talk Radio. 1994 kam er als Moderator und Comedyautor zum landesweiten Sender Antenne Bayern. Seit 1999 ist er beim Bayerischen Rundfunk.
Neben seiner Hörfunktätigkeit entfaltete Boettcher sein musikalisches und komödiantisches Talent. 1993 erschien unter dem Titel Ganz egal seine Debütsingle und er wurde mit der Eigenkomposition One Heart, One Soul 2. Sieger des Bundeswettbewerbs XENOS 93 – Lieder gegen Ausländerfeindlichkeit. 1999 kam mit Chris Boettchers Liederwahnsinn sein erstes Album auf den Markt, mit dem er auch auf Tour ging. Bei Antenne Bayern begann er als singender Frühaufsänger, der morgens die Hörer in ihrem Schlafzimmer weckte, mit guten Quoten als Comedian hervorzutreten. Erst spät entdeckte er seine Fähigkeit, prominente Zeitgenossen zu parodieren. Nach der Niederlage des FC Bayern München im Finale der Champions League gegen Manchester United im Mai 1999 entstand die Parodie Lothar & Franz (i. e. Lothar Matthäus und Franz Beckenbauer), die seit 2000 regelmäßig im Programm von Bayern 3 ausgestrahlt wird. In Abwandlung des Themas entstanden in der Folge weitere Comedy-Reihen wie Chris Boettchers unglaubliche Fußball-Task Force oder Fränglisch mit Loddar. Als Lockvogel der ARD-Sendung Verstehen Sie Spaß?, in der er schon in den 90ern als Lockvogel aufgetreten war, zeigte er seine Wandlungsfähigkeit. 2009 erschien im Vorfeld des Oktoberfests die Single 10 Meter geh’, eine Parodie auf die Castingshow Germany’s Next Topmodel, mit der ihm der Sprung in die deutschen Musikcharts gelang. Das Lied kam im Januar 2010 in einer hochdeutschen Version von Markus Becker und Almklausi erneut in die Hitparade.
Zur Fußballweltmeisterschaft 2010 brachte er die Single Högschde Disziplin (Jogi Jogi Joo) als Parodie auf den Fußball-Bundestrainer Joachim Löw heraus und trat an den Spieltagen in der ARD als Löw verkleidet mit parodistischen Kurzbeiträgen in Waldis WM-Club auf.
Seit 2011 ist Chris Boettcher live unterwegs mit seinen Programmen Spieltrieb und s’Beste. Im Circus Krone, München, gastierte er mit seinem Programm im November 2011 und November 2014. Ein Best of wurde unter dem Titel Highlights vom Bayerischen Fernsehen am 5. Juni 2013 im Wirtshaus im Schlachthof, München, aufgezeichnet und mehrmals z. B. am Neujahrsabend 2014 gesendet.

## Ehrungen
- 2009: Schlappmaulorden der Kitzinger Karnevalsgesellschaft

## Diskografie
Alben
- 1999: Chris Boettchers Liederwahnsinn
- 2001: Be a Star
- 2005: Single
- 2008: Chris Boettchers Unglaubliche Fussball Task Force
- 2009: Live im Schlachthof
- 2010: Fränglisch mit Loddar
- 2011: Paparazzo
- 2012: Boettcher hoaß+koid
- 2013: Highlights

Singles
- 1993: Ganz egal
- 1994: Singles sind nie einsam/Westwärts
- 1999: Wodka Lemon
- 2000: Weichei
- 2007: Ich äääh liebe Dich aääh (als Eddie & the Mundsters feat. Chris Boettcher)
- 2009: Männer über 40
- 2009: 10 Meter geh
- 2009: Nothing for Ungood
- 2010: Högschde Disziplin (Jogi Jogi Joo)
- 2011: mia san mia (FC-Bayern-Vereinshymne)
- 2013: Pubertät
- 2015: Mamas
- 2016: Bonjour la France

Videoalben
- 2010: Bavarian Superhero
- 2013: Highlights

## Buchveröffentlichungen
- Fränglisch mit Loddar, Riva Verlag, München, 2010, ISBN 978-3-86883-084-2.
- Die Krone der Erschöpfung. Roman. Südwest, München 2011, ISBN 978-3-517-08679-8 (Buchbeschreibung beim Verlag).